# Pteris yamatensis
Pteris yamatensis là một loài dương xỉ trong họ Pteridaceae. Loài này được Tagawa mô tả khoa học đầu tiên năm 1955.
Danh pháp khoa học của loài này chưa được làm sáng tỏ. 